# Cappuccetto Rosso e gli insoliti sospetti
Cappuccetto Rosso e gli insoliti sospetti (Hoodwinked!) è un film d'animazione del 2006 diretto da Cory Edwards. Il film è stato prodotto da The Weinstein Company in collaborazione con gli studi d'animazione indipendenti Blue Yonder Films e Kanbar Entertainment, quest'ultimo al suo debutto su grande schermo. Si tratta di una rivisitazione della classica fiaba di Cappuccetto Rosso che riprende la struttura di film classici come Rashomon, Pulp Fiction e I soliti sospetti, divenendone una sorta di parodia, in cui la trama è un intreccio di varie storie collegate tra loro narrate da personaggi sospettati di crimini. Il film è uscito nelle sale americane il 13 gennaio 2006 e in Italia il 1º giugno dello stesso anno.

## Trama
La storia appare come la favola classica: Cappuccetto Rosso, detta Rossa, va a far visita alla nonna, ma vi trova il Lupo, che ha preso il suo posto e tenta di attaccarla, quando improvvisamente la vera nonna, legata e imbavagliata, esce dall’armadio mentre dalla finestra arriva il taglialegna Kirk urlando come un pazzo e terrorizzando i presenti. 
La sera sopraggiunge la polizia e tutto sembra far credere che il lupo volesse mangiarsi la bambina, ma il detective ranocchio Nicky Zampe, sopraggiunto, decide di interrogare i quattro e capire le dinamiche della vicenda. Rossa, Nonna, Lupo e Kirk sono infatti i principali sospettati per un crimine relativo a recenti furti avvenuti nei negozi della zona. Il misterioso ladro, noto come "Il Bandito Bon Bon", prende di mira esclusivamente le pasticcerie e i negozi di dolciumi, derubando i proprietari delle loro ricette e costringendoli a chiudere, e la Nonna, nota come Nonna Pucket, è una nota pasticciera e possibile prossima vittima, o responsabile dei furti.
Dalle testimonianze dei sospetti vengono fuori le storie dei protagonisti. 
- Rossa si stava recando dalla nonna con le ricette dei suoi dolci, e dopo che qualcuno aveva lasciato un messaggio di avvertimento al loro negozio, aveva deciso di andare ad avvertire la Nonna affrontando varie peripezie, come cadere dalla funivia del coniglio Boingo, scappare dal Lupo e viaggiare sulle rotaie vicino ad una montagna con una capra cantante.
- Il Lupo in realtà è un giornalista che stava indagando su Nonna Pucket assieme al suo assistente, lo scoiattolo iperattivo Scattino, e si era mascherato a casa della vecchia signora per ottenere informazioni dalla nipote.
- Kirk in realtà è un attore che si era proposto come testimonial per una fabbrica di dolci, e nel mentre fa il venditore di schnitzel, fino a che non viene derubato e riceve una richiamata per la pubblicità; immedesimandosi troppo nel ruolo, taglia alberi per tutto il giorno fino a che una sequoia rischia di investirlo, giungendo così a casa della Nonna per salvarsi, quindi la sua presenza era una pura casualità.
- La Nonna, invece, al contrario della mite e dolce signora che pare, è un'amante degli sport estremi, ma durante una gara di sci era stata attaccata dagli sgherri del Bandito, e scappando da questi, era giunta a casa da sola, rimanendo però impigliata nelle corde del paracadute, incastratesi a loro volta nel suo ventilatore a soffitto per poi gettarla nell'armadio.

Terminati gli interrogatori, Rossa, furiosa con la nonna per avergli tenuto nascoste le sue attività, lascia la casa e getta via il suo cappuccio, ma qualcuno si intrufola in casa e lo raccoglie assieme al cestino con dentro le ricette. Dal canto suo, Nicky Zampe ha scoperto qualcosa di importante sul caso: dai racconti di tutti c'era sempre un personaggio ricorrente che appariva apparentemente per caso, ma che in realtà era lì per ottenere informazioni e approfittare del momento opportuno per colpire. Nel mentre, Rossa ha intravisto qualcuno che ha preso le sue cose e lo pedina, e arriva alla stessa conclusione di Zampe: il Bandito è il coniglio Boingo, assistente dell'Uomo Focaccina e vecchio amico della bambina. Quest'ultima raggiunge il suo nascondiglio e lo affronta, ma nonostante le sue abilità di combattente, viene sopraffatta e catturata dal coniglio e i suoi sgherri. Il criminale poi rivela che si era stancato di essere messo in secondo piano e aveva deciso di mettersi in proprio, rubando le ricette degli altri per essere l'unico nel settore dolciario. Intanto la Nonna, il Lupo e Kirk, grazie alle informazioni di Nicky, raggiungono il covo e insieme hanno la meglio sul Bandito e i suoi, mentre Rossa e la Nonna si riappacificano. Catturato il Bandito, i negozi della zona riaprono, Kirk riesce ad ottenere il lavoro, e Nicky Zampe propone a Rossa, la Nonna, il Lupo e Scattino di lavorare per la sua agenzia "Per sempre Felici e Contenti", cosa che accettano.

## Sviluppo

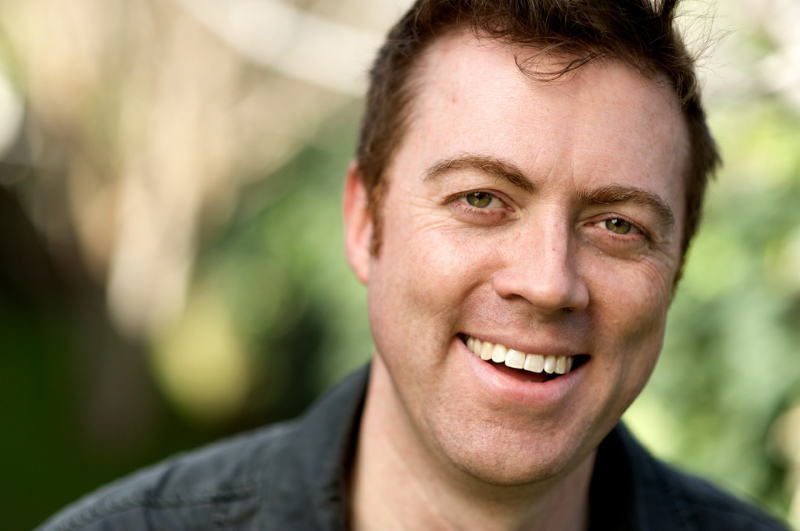
Il regista e co-sceneggiatore del film, Cory Edwards, ha anche eseguito una delle canzoni e doppiato il personaggio di Scattino

I fratelli Todd e Cory Edwards distribuirono il loro primo lungometraggio, Chillicothe, nel 1999 al Sundance Film Festival. L'investitore privato Maurice Kanbar apprezzò tale film, e si offrì ai due per finanziare dei loro progetti, suggerendo la possibilità di produrre un film d'animazione narrato in uno stile contemporaneo. Kanbar propose la storia di Cenerentola o Pinocchio come base, ma i fratelli Edwards rifiutarono poiché già usati per film Disney. Cory, Todd, e il loro amico Tony Leech scelsero successivamente di realizzare una parodia di Cappuccetto Rosso, avente come contesto un'indagine di polizia. Una volta ultimato il film, tuttavia, Kanbar non era nella posizione finanziaria per poterlo produrre e distribuire, così lo portò alla neonata Weinstein Company, che accettò di acquistarlo.
Cappuccetto Rosso e gli insoliti sospetti è stato uno dei primi film d'animazione ad essere stato finanziato in modo indipendente. A causa del basso budget di 8 milioni di dollari, la pellicola è stata animata attraverso il software Autodesk Maya dallo studio filippino Digital Eyecandy, fondato dai produttori Sue Bea Montgomery e David K. Lovegren ai fini della produzione. Dal punto di vista visivo, il lungometraggio denota sequenze con diversi livelli qualitativi. Vi sono infatti dei particolari resi con molto realismo, come l'acqua del fiume, la neve, e i peli degli animali, insieme a elementi poco dettagliati, come il design dei personaggi umani e gli sfondi. Sapendo di non poter eguagliare la qualità di altre pellicole animate al computer, il film è stato progettato per imitare l'aspetto dei film in stop motion. I cineasti hanno citato Nightmare Before Christmas come fonte d'ispirazione per le forme distorte dei personaggi; ad esempio uno degli occhi di Kirk è più grande dell'altro, e Rossa ha solamente quattro dita in modo che somigli più ad una bambola.

## Doppiaggio
Nella versione originale i personaggi vengono doppiati da attori famosi, come Glenn Close, Anne Hathaway e Jim Belushi nei ruoli principali. Nella versione italiana il doppiaggio è affidato a professionisti del settore.

## Accoglienza

### Incassi
Durante il primo fine settimana di proiezione in Nord America, incassò 12401900 $, il terzo incasso di quel week-end. Al termine, il film incassò 51386611 $ negli Stati Uniti e 58626556 $ nel resto del mondo, per un totale di 110013167 $.

### Critica
Il film ha ricevuto recensioni miste, le quali hanno elogiato la trama e il concept dei personaggi ma criticato la qualità dell'animazione. Sull'aggregatore di recensioni Rotten Tomatoes registra un indice di gradimento del 47% basato su 124 recensioni professionali, con un voto medio del 5.4/10. Il commento del sito recita: «Questa fiaba frammentata non ha lo spirito o la qualità dell'animazione per competere con titoli come il franchise di Shrek».
Owen Gleiberman di Entertainment Weekly ha dato come voto A-, lodandone l'umorismo e definendo i registi degli eroi per aver dato alla pellicola indipendente un'importanza nell'animazione. Kevin Thomas del Los Angeles Times gli ha dato 3.5 stelle su 5, definendolo «intrattenimento ad alta energia e fantasia». Nancy Churnin di The Dallas Morning News lo ha ritenuto inferiore alle pellicole Pixar e DreamWorks, dandogli come voto B e scrivendo: «ha un alto fascino, una premessa intelligente, personaggi attraenti doppiati da un cast formidabile e uno script che dovrebbe far ridere più di una volta».
Su MyMovies.it il film viene definito «un prodotto gradevole e adatto a un pubblico assolutamente eterogeneo» e con «la sceneggiatura e i dialoghi davvero spassosi e la buffa caratterizzazione di alcuni personaggi animali che rende esilarante più di una sequenza», pur ritenendo il lato tecnico poco particolareggiato.
Ha ricevuto una candidatura al Saturn Award per il miglior film di animazione, che però fu vinto da La sposa cadavere.

## Sequel
Il 29 aprile 2011 nei cinema statunitensi è uscito il seguito del film intitolato: Hoodwinked Too! Hood vs. Evil, in cui i personaggi principali di questo film ritornano per indagare sul rapimento di Hansel e Gretel. Il seguito, tuttavia, rispetto al suo predecessore, è stato stroncato dalla critica.

## Colonna sonora
L'edizione musicale e l'adattamento delle canzoni per la versione italiana sono stati curati da Marjorie Biondo.
- Into The Bok
- Great Big World (Anne Hathaway; Perla Liberatori nella versione italiana)
- Critters Have Feelings (Todd Edwards; Frankie Lovecchio nella versione italiana)
- Nicky Intro
- Red Is Blue (Ben Folds; Enrico Cremonesi nella versione italiana)
- Be Prepared (Benjy Gaither; Fabrizio Palma nella versione italiana)
- Go Flippers
- Little Boat (Daniel Rogers)
- Red/wolf Staredown
- Runaway (Josh Greene)
- The Schnitzel Song (Fleming K. Mcwilliams/Jim Belushi; Massimo Rossi e Marjorie Biondo nella versione italiana)
- Tree Critter (Todd Edwards; Frankie Lovecchio nella versione italiana)
- Three G's
- The Real G (Cory Edwards; Mickhail "Scuro" Fasciano nella versione italiana)
- Blow Your House Down (Pupil)
- Hoodwinked Theme
- Eva Deanna (Todd Edwards; Mickhail "Scuro" Fasciano nella versione italiana)
- Chopping For Actors
- Glow (Todd Edwards; Enrico Cremonesi nella versione italiana)
- Nicky Knows
- Top Of The Woods (Andy Dick; Francesco Vairano nella versione italiana)
- Delivery Girl
- Lair Rescue
- Cable Car Rescue/end Of The Line
- Bounce (Todd Collins)
- Bossa For Boingo
- Hoodwinked Theme